# Complex geconjugeerde

Meetkundige weergave van en zijn geconjugeerde in het complexe vlak.

In de wiskunde is de complex geconjugeerde of complex toegevoegde van een complex getal het complexe getal met hetzelfde reële deel, maar het tegengestelde imaginaire deel. Als men zich een complex getal in het complexe vlak voorstelt, dan is zijn geconjugeerde het om de reële as gespiegelde getal. Wanneer een complex getal en zijn complex geconjugeerde met elkaar worden vermenigvuldigd, is het product een reëel getal. In samengestelde formules wordt de afkorting + c.c. gebruikt om de complex geconjugeerde van een voorafgaand stuk formule niet te hoeven uitschrijven.
De geconjugeerde van een complex getal {\displaystyle z} wordt met {\displaystyle {\overline {z}}} aangegeven. De afbeelding, die {\displaystyle z} op {\displaystyle {\overline {z}}} afbeeldt, is een involutie.

## Definitie
De geconjugeerde van het complexe getal,
{\displaystyle z=a+bi}
waarin {\displaystyle a} en {\displaystyle b} reële getallen zijn, is gedefinieerd als
{\displaystyle {\overline {z}}=a-bi},
dus met hetzelfde reële deel, maar met een tegengesteld imaginair deel.
De complexe geconjugeerde van {\displaystyle z,} hier genoteerd als {\displaystyle {\overline {z}}}, wordt ook wel met {\displaystyle z^{*}} aangeduid.
Voorbeelden
{\displaystyle {\overline {3-2i}}=3+2i}
{\displaystyle {\overline {7}}=7}
{\displaystyle {\overline {i}}=-i.}
Complexe getallen worden vaak afgebeeld als punten in een vlak met een cartesisch coördinatenstelsel. Op de {\displaystyle x}-as staat het reële deel van het complexe getal uitgezet, op de {\displaystyle y}-as het imaginaire deel. De complex geconjugeerde correspondeert in deze wijze van voorstellen met een spiegeling in de {\displaystyle x}-as.
In poolcoördinaten wordt de complex geconjugeerde van
{\displaystyle z=r\,e^{i\phi }}
gegeven door:
{\displaystyle {\overline {z}}=r\,e^{-i\phi }}.
Dus met dezelfde modulus, maar tegengesteld argument. Dit kan met de formule van Euler worden geverifieerd.
Geordende paren van complex geconjugeerden zijn van belang omdat de imaginaire eenheid {\displaystyle i} kwalitatief niet te onderscheiden is van de additieve- en de multiplicatieve inverse {\displaystyle -i}, aangezien beide aan de definitie voor de imaginaire eenheid {\displaystyle x^{2}=-1} voldoen.

## Eigenschappen
De onderstaande eigenschappen zijn, tenzij anders vermeld, van toepassing voor alle complexe getallen {\displaystyle z} en {\displaystyle w.}
- {\displaystyle {\overline {\overline {z}}}=z}, de afbeelding{\displaystyle f:z\rightarrow {\overline {z}}} is een involutie
- {\displaystyle {\overline {z+w}}={\overline {z}}+{\overline {w}}}
- {\displaystyle {\overline {z-w}}={\overline {z}}-{\overline {w}}}
- {\displaystyle {\overline {zw}}={\overline {z}}\;{\overline {w}}}
- {\displaystyle {\overline {\left({\frac {z}{w}}\right)}}={\frac {\overline {z}}{\overline {w}}}} als {\displaystyle w\neq 0}
- {\displaystyle {\overline {z}}=z} dan en slechts dan als {\displaystyle z} reëel is
- {\displaystyle {\overline {z^{n}}}={\overline {z}}^{n}} voor ieder geheel getal {\displaystyle n}
- {\displaystyle |{\overline {z}}|=|z|}
- {\displaystyle |z|^{2}=z{\overline {z}}={\overline {z}}z}
- {\displaystyle {\tfrac {1}{2}}(z+{\overline {z}})=Re(z)}
- {\displaystyle {\tfrac {1}{2i}}(z-{\overline {z}})=Im(z)}
- {\displaystyle z^{-1}={\frac {\overline {z}}{|z|^{2}}}} als {\displaystyle z\neq 0}

Met deze formule kan de inverse van een complex getal worden berekend, als deze in cartesische coördinaten is gegeven.
- {\displaystyle \exp({\overline {z}})={\overline {\exp(z)}}}
- {\displaystyle \log({\overline {z}})={\overline {\log(z)}}} als {\displaystyle z} ongelijk is aan nul
- In het algemeen geldt dat als {\displaystyle \phi } een holomorfe functie is, die de reële getallen weer op reële getallen  afbeeldt, en {\displaystyle \phi (z)} is gedefinieerd, dat

{\displaystyle \phi ({\overline {z}})={\overline {\phi (z)}}}
Als bijgevolg {\displaystyle p} een polynoom is met reële coëfficiënten en {\displaystyle p(z)=0}, dan is ook {\displaystyle p({\overline {z}})=0}. Men kan dus stellen dat de niet-reële wortels van reële polynomen in complex geconjugeerde paren voorkomen.
De functie {\displaystyle \phi (z)={\overline {z}}} van {\displaystyle \mathbb {C} } naar {\displaystyle \mathbb {C} } is een homeomorfisme, (waar de topologie op {\displaystyle \mathbb {C} } geacht wordt de standaard topologie te zijn). Alhoewel dit een wel-gemanierde functie lijkt te zijn, is deze functie niet holomorf, de functie draait de oriëntatie om, terwijl onder holomorfe functies de lokale oriëntatie juist hetzelfde blijft. De functie is bijectief en compatibel met de rekenkundige bewerkingen, dus een automorfisme. Aangezien de functie de reële getallen op zichzelf afbeeldt, is de functie een element van een Galoisgroep van de uitbreiding {\displaystyle \mathbb {C} /\mathbb {R} }. Deze Galoisgroep heeft slechts twee elementen: {\displaystyle \phi } en de identiteit op {\displaystyle \mathbb {C} }. De enige twee automorfismes van {\displaystyle \mathbb {C} } die de reële getallen op zichzelf afbeelden zijn dus de identieke afbeelding en de functie die elk getal op zijn complexe geconjugeerde afbeeldt.

## Gebruik als variabele
De geconjugeerde {\displaystyle {\overline {z}}} is bruikbaar bij specificeren van lijnen in het vlak.
{\displaystyle \{z:\ z{\overline {r}}+{\overline {z}}r=0\}}
is een lijn door de oorsprong en loodrecht op {\displaystyle {\overline {r}}} aangezien het reële gedeelte van {\displaystyle z\cdot {\overline {r}}} alleen gelijk is aan nul, wanneer de cosinus van een hoek tussen {\displaystyle z} en {\displaystyle {\overline {r}}} nul is.
Op soortgelijke wijze geldt voor een vaste complexe eenheid {\displaystyle u=e^{bi}} dat de gelijkheid:
{\displaystyle {\frac {z-z_{0}}{{\overline {z}}-{\overline {z_{0}}}}}=u}
de lijn door {\displaystyle z_{0}} bepaalt in the richting van {\displaystyle u.}

## Generalisaties
De andere planaire reële algebra's, duale getallen en split-complexe getallen kunnen ook worden uitgelegd door gebruik te maken van de complexe geconjugeerde.
De geadjugeerde matrix van een complexe matrix is de algemene vorm van het begrip complex geconjugeerde. Nog algemener is het concept van de toegevoegde operator voor operatoren op (mogelijk oneindig-dimensionale) complexe Hilbertruimten. Dit alles is ondergebracht bij de *-operaties van de C*-algebra's.
Men kan ook voor de quaternionen en de coquaternionen een geconjugeerde definiëren: de geconjugeerde van
{\displaystyle a+bi+cj+dk}
is
{\displaystyle a-bi-cj-dk}.
Merk op dat al deze generalisaties alleen multiplicatief zijn als de factoren omdraaien:
{\displaystyle {\left(zw\right)}^{*}=w^{*}z^{*}.}
Aangezien de vermenigvuldiging van planaire reële algebra's commutatief is, is deze omdraaiing hier echter niet nodig.
Er is ook een abstract begrip van de conjugatie van vectorruimten {\displaystyle V} over de complexe getallen. Enige (reële) lineaire transformatie {\displaystyle \phi :V\rightarrow V}, die voldoet aan
1. {\displaystyle \phi \neq id_{V}}, de identieke afbeelding op {\displaystyle V},
2. {\displaystyle \phi ^{2}=id_{V}\,}, en
3. {\displaystyle \phi (zv)={\overline {z}}\phi (v)} voor alle {\displaystyle v\in V}, {\displaystyle z\in \mathbb {C} },

wordt in deze context de complex geconjugeerde genoemd. Een voorbeeld van zo'n begrip is de geadjungeerde van een complexe matrix, zoals hierboven gedefinieerd. Ten slotte moet worden opgemerkt dat er op algemene complexe vectorruimten geen kanonieke notie van een complex geconjugeerde bestaat.